# Xorides iodes
Xorides iodes är en stekelart som beskrevs av Baltazar 1961. Xorides iodes ingår i släktet Xorides och familjen brokparasitsteklar. Inga underarter finns listade i Catalogue of Life.